# Distrito de Sarriá-San Gervasio
El distrito de Sarriá-San Gervasio (en catalán y oficialmente districte de Sarrià-Sant Gervasi) es el quinto de los diez distritos en que se divide administrativamente la ciudad de Barcelona. Es el primero en renta per cápita, el de mayor proporción de títulos universitarios, el de menor tasa de desempleo y (junto con el distrito vecino Les Corts) el de menor proporción de extranjeros. Se sitúa en el límite occidental de la ciudad. Está rodeado por los distritos de Horta-Guinardó, Gracia, Ensanche, Les Corts y los municipios de San Justo Desvern, Esplugas de Llobregat, San Felíu de Llobregat, Molins de Rey y San Cugat del Vallés. Buena parte del territorio del distrito se asienta sobre la sierra de Collserola. El distrito está compuesto de varios conjuntos urbanos formados por los antiguos municipios de Sarriá (añadido a Barcelona en 1921), Vallvidrera (añadido a Sarrià en 1890), Santa Cruz de Olorde (añadido a Sarriá en 1916) y San Gervasio de Cassolas (añadido a Barcelona en 1897).
También aparece como uno de los distritos con peor calidad del aire debido a que la contaminación atmosférica de la ciudad de Barcelona es barrida por la brisa marina hasta sus límites administrativos, no pudiendo evacuar de la zona debido a la presencia de Collserola en su zona más elevada
Es el séptimo distrito por población, 140 461 habitantes (2005), segundo en extensión (20,09 km²), solo superado por Sants-Montjuïc y último en densidad (6992 hab./km²). 
Los barrios tradicionales, de acento burgués, derivan en gran medida de los antiguos núcleos rurales de población. Son Sarriá, San Gervasio de Cassolas, Galvany, Turó Park, La Bonanova, El Putxet, Vallvidrera, Tibidabo, El Farró. La propuesta presentada por el ayuntamiento en 2006 -La Barcelona de los barrios- sobre la reordenación de los barrios vertebra el distrito en 6 barrios (Sant Gervasi-Galvany, Putget i Farró, Sant Gervasi-La Bonanova, Las Tres Torres, Sarrià, y Vallvidrera, el Tibidabo i les Planes) y 24 zonas estadísticas.

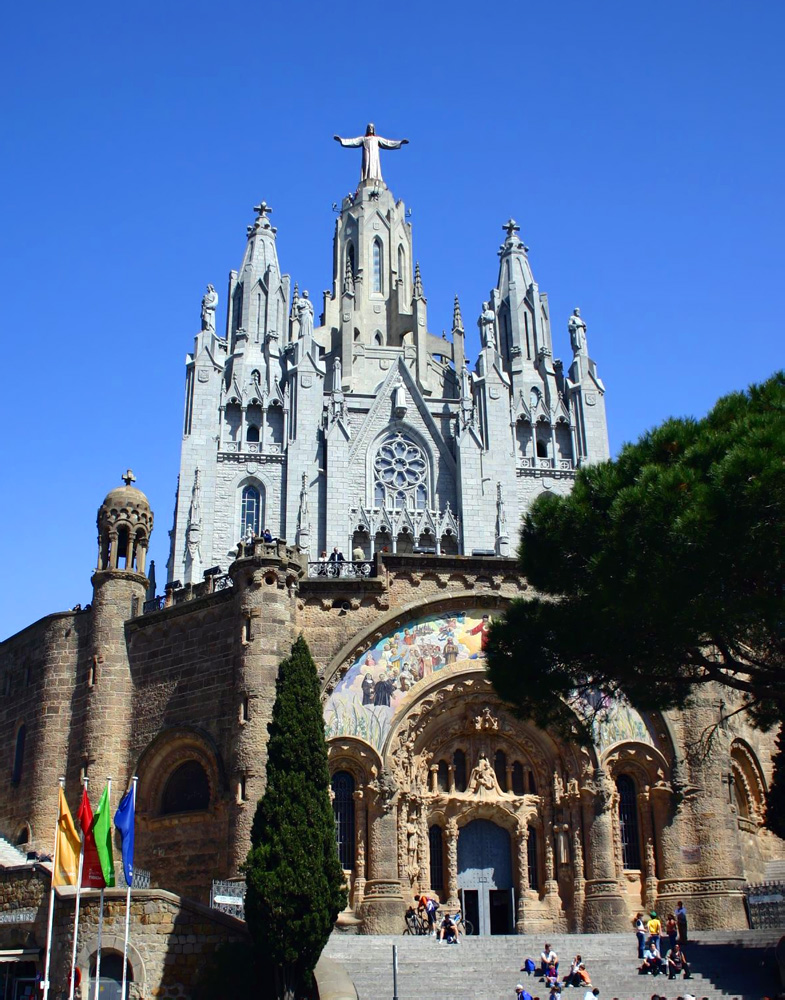
La iglesia del Sagrado Corazón en lo alto del Tibidabo.

Escudo del antiguo pueblo de Sarriá.